# Chris Conner
Christopher Ryan „Chris” Conner (Westland, Michigan, 1983. december 23. –) amerikai profi jégkorongozó.

## Karrier
Komolyabb junior karrierjét a North American Hockey League-es Chicago Freeze-ben kezdte 2000-ben. 2002-ig játszott ebben a csapatban mert év közben átkerült a szintén NAHL-es Compuware Ambassadorsba. 2002-ben felvételt nyert a Michigan Technological University-re és az egyetemi jégkorongcsapatban is játszott egészen 2006-ig. Az utolsó egyetemi évében már játszhatott az American Hockey League-es Iowa Starsban. A National Hockey League-be nem draftolták. A következő szezonban már bemutatkozott az NHL-ben a Dallas Starsban 11 mérkőzésen de a szezon nagy részét az Iowa Starsban töltötte. 2007–2008-ban már 22 mérkőzést játszhatott a Dallasban. A következő idényben átkerült az AHL-es Peoria Rivermenbe és játszott a Dallasban is 38 mérkőzést. 2009-ben átigazolt a Pittsburgh Penguinsbe és a farmcsapaba került a Wilkes-Barre/Scranton Penguinsbe de néha felhívták az NHL-be is. 2011. július 7-én egyéves szerződést írt alá a Detroit Red Wingsszel.

## Karrier statisztika
| 2000–2001        | Chicago Freeze                 | NAHL             | 56  | 17 | 28  | 45  | 18 | —  | — | — | —  | — |
| 2001–2002        | Chicago Freeze                 | NAHL             | 30  | 18 | 15  | 33  | 30 | —  | — | — | —  | — |
| 2001–2002        | Compuware Ambassadors          | NAHL             | 19  | 4  | 9   | 13  | 23 | —  | — | — | —  | — |
| 2002–2003        | Michigan Tech                  | WCHA             | 38  | 13 | 24  | 37  | 8  | —  | — | — | —  | — |
| 2003–2004        | Michigan Tech                  | WCHA             | 38  | 25 | 14  | 39  | 12 | —  | — | — | —  | — |
| 2004–2005        | Michigan Tech                  | WCHA             | 37  | 14 | 10  | 24  | 6  | —  | — | — | —  | — |
| 2005–2006        | Michigan Tech                  | WCHA             | 38  | 17 | 12  | 29  | 18 | —  | — | — | —  | — |
| 2005–2006        | Iowa Stars                     | AHL              | 15  | 2  | 3   | 5   | 0  | 7  | 1 | 1 | 2  | 2 |
| 2006–2007        | Iowa Stars                     | AHL              | 48  | 19 | 18  | 37  | 24 | 12 | 2 | 5 | 7  | 2 |
| 2006–2007        | Dallas Stars                   | NHL              | 11  | 1  | 2   | 3   | 4  | —  | — | — | —  | — |
| 2007–2008        | Iowa Stars                     | AHL              | 55  | 13 | 26  | 39  | 17 | —  | — | — | —  | — |
| 2007–2008        | Dallas Stars                   | NHL              | 22  | 3  | 2   | 5   | 6  | 1  | 0 | 0 | 0  | 0 |
| 2008–2009        | Peoria Rivermen                | AHL              | 30  | 16 | 12  | 28  | 10 | —  | — | — | —  | — |
| 2008–2009        | Dallas Stars                   | NHL              | 38  | 3  | 10  | 13  | 10 | —  | — | — | —  | — |
| 2009–2010        | Pittsburgh Penguins            | NHL              | 8   | 2  | 1   | 3   | 0  | 1  | 0 | 0 | 0  | 0 |
| 2009–2010        | Wilkes-Barre/Scranton Penguins | AHL              | 59  | 19 | 37  | 56  | 21 | 4  | 2 | 2 | 4  | 2 |
| 2010–2011        | Pittsburgh Penguins            | NHL              | 60  | 7  | 9   | 16  | 10 | 7  | 1 | 0 | 1  | 0 |
| 2010–2011        | Wilkes-Barre/Scranton Penguins | AHL              | 11  | 3  | 6   | 9   | 2  | —  | — | — | —  | — |
| 2011–2012        | Grand Rapids Griffins          | AHL              | 57  | 16 | 37  | 53  | 22 | —  | — | — | —  | — |
| 2011–2012        | Detroit Red Wings              | NHL              | 8   | 1  | 2   | 3   | 0  | —  | — | — | —  | — |
| NAHL Összesített | NAHL Összesített               | NAHL Összesített | 105 | 39 | 52  | 91  | 71 | 0  | 0 | 0 | 0  | 0 |
| WCHA Összesített | WCHA Összesített               | WCHA Összesített | 151 | 69 | 60  | 129 | 44 | 0  | 0 | 0 | 0  | 0 |
| AHL Összesített  | AHL Összesített                | AHL Összesített  | 275 | 88 | 139 | 227 | 88 | 23 | 5 | 7 | 13 | 6 |
| NHL Összesített  | NHL Összesített                | NHL Összesített  | 147 | 17 | 26  | 43  | 30 | 9  | 1 | 0 | 1  | 0 |

## Díjai
- WCHA Második All-Star Csapat: 2004